# Комітет громадської безпеки (Франція)
Комітет громадської безпеки (фр. Comité de sûreté générale, перекладається також як Комітет загальної безпеки) — один з комітетів Національного конвенту в період Великої французької революції; відповідав за поліцію та правосуддя.
Спочатку називався «Comité de surveillance» («Наглядовий комітет») при Законодавчих зборах, створений у листопаді 1791. Сама назва Комітету громадської безпеки та статус постійного комітету Конвенту отримав 2 жовтня 1792, незабаром після проголошення республіки.
Склад неодноразово змінювався залежно від політичної боротьби в Конвенті, але значну роль у ньому тривалий час відігравали монтаньяри. При заснуванні в ньому було 30 членів, мінімум (у вересні 1793) — 9, зазвичай Комітет складався з 12 осіб. Одним із членів Комітету був відомий художник Жак Луї Давид, який головував у комітеті з допитів, був присутній під час допиту малолітнього дофіна та виписав 300 ордерів на арешт, у тому числі Олександра Богарне, чоловіка майбутньої імператриці Жозефіни.
У період якобінської диктатури, з червня 1793, КГБ був основним знаряддям терору, перебуваючи з вересня 1793 під прямим керівництвом Комітету громадського порятунку, який мав право висувати кандидатів у всі комітети Конвенту. Комітет громадської безпеки видавав ордери на арешт і надсилав обвинувачених у Революційний трибунал.
Навесні-влітку 1794 позначилися протиріччя між обома комітетами, причому КГБ прагнув до сильніших терористичних заходів; в цей же час робесп'єрівський Комітет порятунку вчинив репресії проти «партії скажених». Незабаром більшість членів КГБ взяла участь у перевороті 9 термідора та поваленні Робесп'єра, хоча деякі з них, у тому числі Давид, побували після Термідора у в'язниці, а особисто вірний Робесп'єру Філіп Леба під час перевороту наклав на себе руки. Комітет існував до розпуску Конвенту та встановлення Директорії 26 жовтня 1795.